# Try Me Out
"Try Me Out" es una canción de la banda italiana Corona.

## Edición
Fue lanzado en julio de 1995 como el tercer sencillo de su álbum debut de 1995, The Rhythm of the Night. Fue un éxito de clubes nocturnos en muchos países europeos, y aunque no fue igual al éxito de "The Rhythm of the Night", el primer sencillo del grupo, logró alcanzar el número 10 en Australia y el número 6 en el Reino Unido.
Checco Bontempi grabó una primera versión como (Lee Marrow feat. Charme) en 1993, con la participación de la cantautora Annerley Gordon, además la canción contiene muestras de la canción "Toy" de (Teen Dream) del año 1987.

## Crítica
Billboard escribió sobre la canción: "Uno de los principales actos de la invasión Euro-NRG en curso de la corriente principal del pop desata otro destello del álbum "The Rhythm of the Night". Corona es tan aturdida como una ingenua, y está rodeada por una tormenta de ritmos sincopados y líneas de piano".

## Personal
- Escrito por Francesco Bontempi, Giorgio Spagna y Annerley Gordon.
- Creado, arreglado y producido por Checco y Soul Train para producciones de Lee Marrow.
- 'Lee Marrow Airplay Mix', 'Lee Marrow Eurobeat Mix', 'Lee Marrow Club Mix' y 'Lee Marrow Trouble Mix':
  - Remezclado por Lee Marrow
  - Ingeniero de sonido: Francesco Alberti en Casablanca Recordings (Italia)
- 'Alex Party Cool Mix': remezclado por Visnadi con Alex Natale DJ en "77 Studio" Mestre (Venecia, Italia)
- 'MK Radio Edit' y 'MK Vocal Mix': remix y producción adicional de Marc Kinchen para MCT